# Instrumentos musicales del Renacimiento

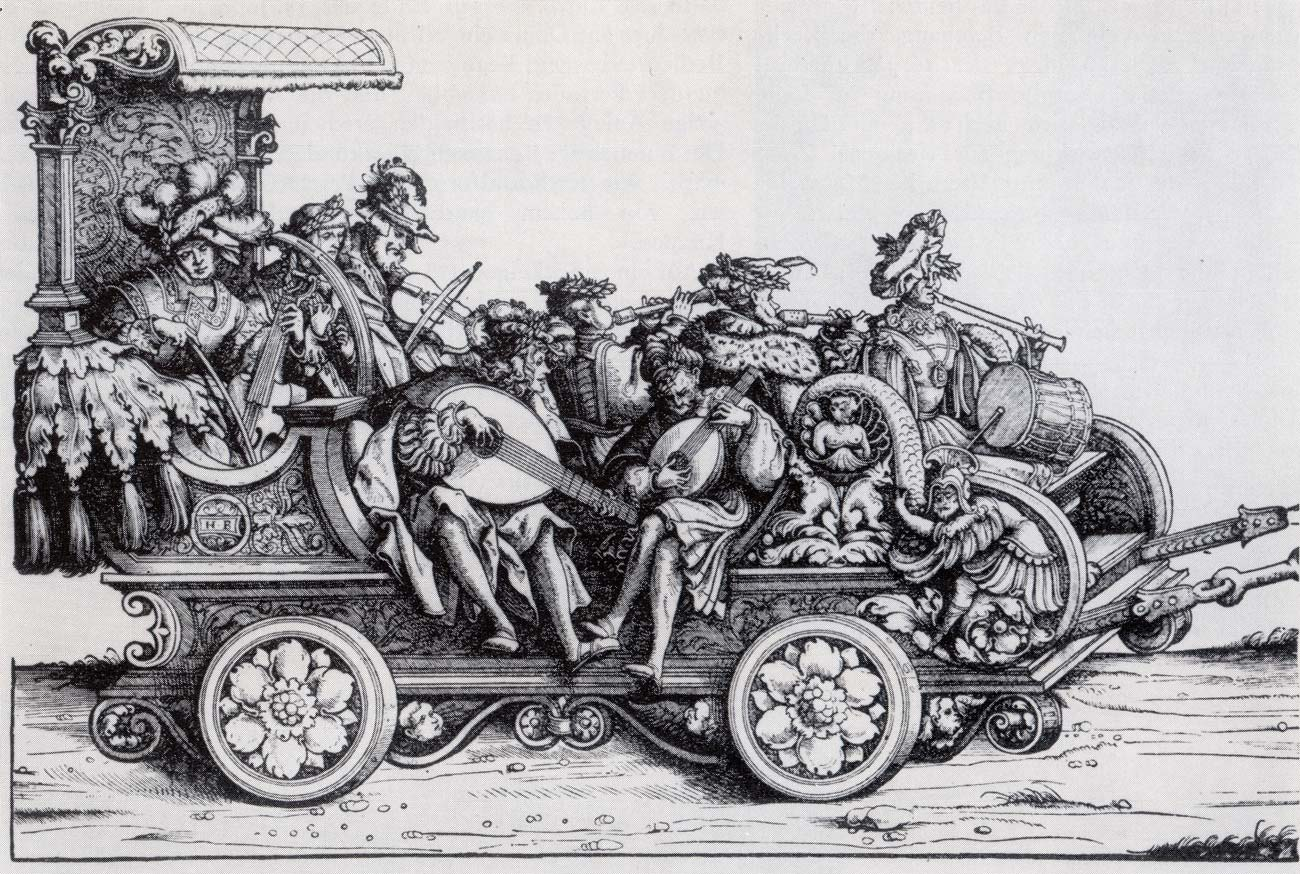
Carroza con instrumentos en un grabado de Hans Burgkmair (Alemania, ca. 1517).

Llamamos instrumentos musicales del Renacimiento a los utilizados para la interpretación de la música culta occidental durante los siglos XV y XVI.
Al igual que sucedió con los demás aspectos de la música, la fabricación de instrumentos y la disponibilidad de repertorio para ellos creció enormemente en el Renacimiento, gracias al aumento de la demanda social y al efecto de la imprenta.
Además de tocar un repertorio específicamente instrumental (danzas, fanfarrias, improvisaciones...), los instrumentos fueron utilizados habitualmente para interpretar polifonía vocal. La escritura de esta, con voces de igual importancia y un ámbito general más amplio que en la Edad Media, obligó a adaptar los instrumentos, que extendieron su tesitura creándose familias completas de cada modelo; cada tamaño era nombrado con el nombre de la voz equivalente: así, por ejemplo, se crearon flautas de pico soprano, alto, tenor y bajos de varias tallas, y un proceso semejante siguieron instrumentos de cuerda como las violas da gamba, de metal como los sacabuches o de madera como las chirimías. Cada tipo instrumental solía reunirse en grupos instrumentales homogéneos, llamados consorts.

## Función social
Cada familia instrumental fue utilizada para funciones sociales específicas: así, los de cuerda pulsada y frotada se utilizaban en el ámbito doméstico (tocados por músicos profesionales para la aristocracia o directamente por aficionados burgueses), los de viento madera en bandas, habituales en la iglesia y en actos civiles, y los de viento metal quedaban reservados para actos sociales de la nobleza. Tocar un instrumento pasó de ser una tarea propia de menesterosos a ser vista como refinado entretenimiento de nobles, recomendado incluso por Maquiavelo en El Príncipe.
Además de conservarse un número suficiente de ejemplares originales de la mayoría de los instrumentos de esta época, la iconografía, la música conservada, documentos como reglamentos y actas, y, sobre todo, gran número tratados como los de Silvestro Ganassi, Juan Bermudo, Sebastian Virdung, Marin Mersenne o Michael Praetorius ofrecen mucha información sobre la naturaleza y el uso de los instrumentos en el Renacimiento.

## Repertorio
El repertorio básico de los instrumentistas era la polifonía vocal, pero se les exigía improvisar sobre ella disminuciones o glosas para enriquecerla. Además, las principales formas instrumentales específicas de la época fueron:
- Formas derivadas de modelos vocales: al tocar habitualmente los instrumentistas piezas vocales, compusieron formas similares, si bien sin texto: del motete derivaron piezas polifónicas imitativas, llamadas ricercare, fantasía o tiento, mientras que de la chanson derivó la canzona, generalmente más viva y más dividida en secciones que los anteriores.

- Danzas: una de las funciones tradicionales de los instrumentistas era, naturalmente, el acompañamiento de la danza. Solían estar escritas a cuatro voces, en una sencilla textura homofónica. Hay abundantes ejemplos de danzas de todo tempo y compás, como la baja danza, la pavana, la gallarda, la alemanda o la courante.

- Formas improvisatorias: los músicos anotaban a veces sus improvisaciones más logradas. Podía tratarse bien de puras improvisaciones para un instrumento polifónico (toccata, preludio, de nuevo tiento), bien de variaciones melódicas ornamentales sobre una o varias voces de un modelo vocal preexistente (recercada, disminuciones) o bien de largas series de variaciones sobre un basso ostinato muy conocido, como la romanesca, el Conde Claros, el passamezzo antiguo o el passamezzo moderno.

## Familias y tipos

### Instrumentos de cuerda

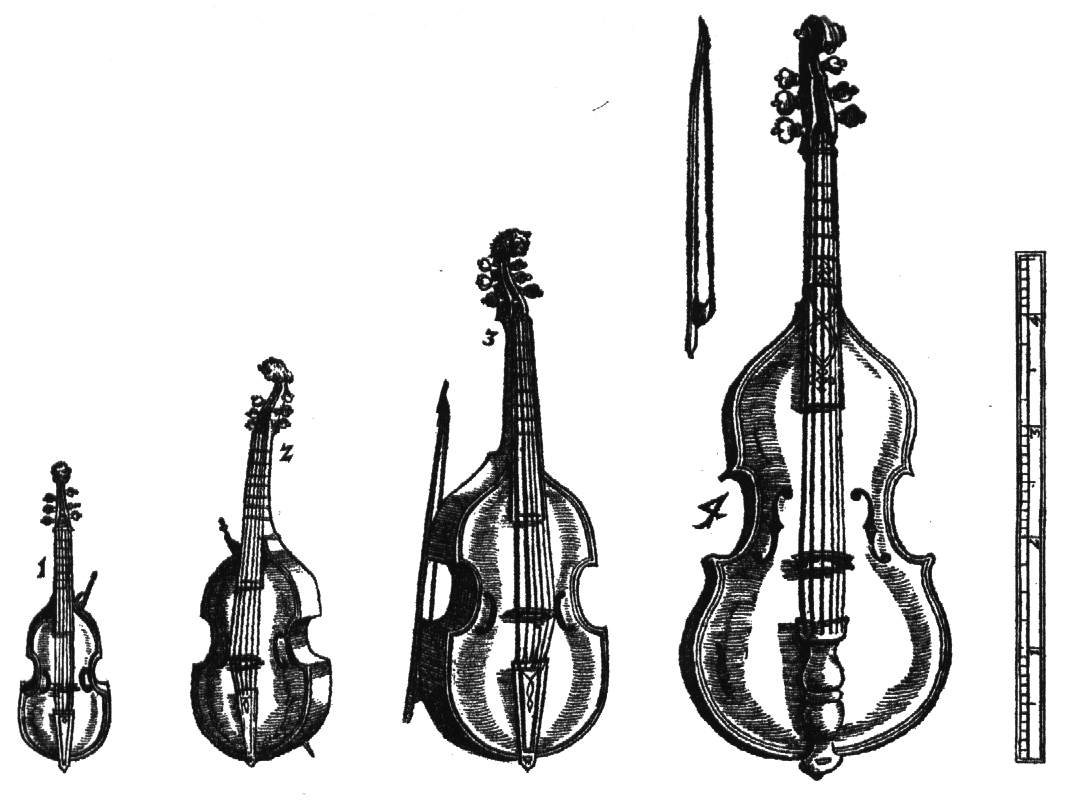
La familia de la viola da gamba en una ilustración del Syntagma Musicum (1614-19) de Michael Praetorius.

La familia de las violas da gamba (de la viola soprano al violone) fue uno de los medios principales de la música doméstica. Con trastes y seis cuerdas afinadas por cuartas, con una tercera entre las centrales, se reunían en consorts, sobre todo entre los amateurs ingleses, y también fueron usadas como instrumento solista para glosar e improvisar, como muestran los tratados de Ortiz y Ganassi.
La familia de los violines fue creada en el siglo XVI como alternativa a las violas. Poseían un sonido más potente y penetrante pero eran tenidos por instrumentos más vulgares, y solían usarse para acompañar las danzas. Andrea Amati estableció entonces la forma del violín actual.
Los laúdes, de cuerda pulsada, forma de media pera, cuerdas dobles y afinados como las violas da gamba, se usaban como instrumento solista. Solían interpretar reducciones de polifonía en tablatura para uso casero (a la manera de las reducciones para piano de sinfonías en el siglo XIX); en España se utilizaba la vihuela de mano, muy similar pero con forma de guitarra. El arpa, por otra parte, fue particularmente importante también en España, donde ya Hernando de Cabezón le dedica obras en tablatura.

### Instrumentos de cuerda pulsada
En el clave y su versión pequeña (virginal o espineta) las cuerdas son pulsadas por púas accionadas desde un teclado. Solían usarse también en las casas de la nobleza y la burguesía. Además de polifonía, su repertorio incluía disminuciones y variaciones, como muestra el Fitzwilliam Virginal Book inglés.
En el clavicordio las cuerdas eran golpeadas por unos macillos o tangentes (que se quedaban pisándolas). El mecanismo era pues un tanto similar al del piano actual, pero su sonido era muy débil, apenas audible en una sala pequeña.
El órgano siguió siendo el instrumento de iglesia por excelencia, alternando, sustituyendo o apoyando a la polifonía vocal. Por demás compartía repertorio con otros instrumentos de tecla gracias a tablaturas específicas (Buxheimer Orgelbuch, Cabezón...). Además de los grandes órganos fijos se usaban modelos portátiles (órganos positivos y portativos).

### Instrumentos de viento

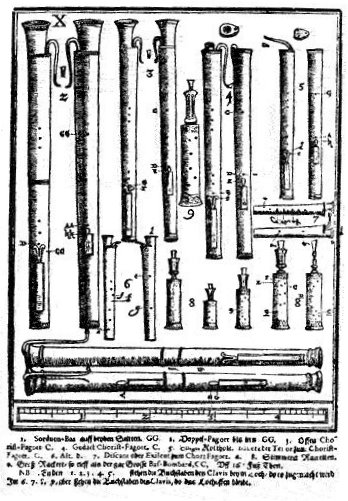
La familia del bajón en una ilustración del Syntagma Musicum (1614-19) de Michael Praetorius

Las bandas de instrumentos de viento (capillas de ministriles) fueron habituales en música al aire libre y en las catedrales, donde se usaban como alternativa a la capilla vocal o, según algunos musicólogos, junto a esta (tocando colla parte). En estas capillas instrumentales solían reunirse:
- Corneta (o cornetto): instrumento con embocadura en forma de copa, a la manera de la trompeta, pero cuerpo de madera con agujeros, como las flautas. Solían tocar las voces agudas y destacaban en la disminución.
- Chirimías: instrumentos de doble lengüeta (antecesores del oboe actual) y gran variedad de tallas.
- Sacabuches: muy similares a los trombones actuales aunque de boquilla y pabellón algo más pequeños. Solían tocar las voces intermedias.
- Bajón: predecesor del fagot, solía tocar la línea del bajo junto a la capilla vocal para mantener la afinación.

Además eran habituales otros muchos instrumentos, como las flautas de pico (desde los modelos más agudos hasta las enormes contrabajo de dos metros de altura), los pífanos (especie de flauta travesera), los orlos o cromornos (de doble lengüeta encapsulada), etc.
Los conjuntos de trompetas y atabales estaban reservados para las ceremonias de la nobleza y tocaban un repertorio específico del que apenas han quedado testimonios escritos, salvo excepciones como la toccata de los Gonzaga que abre el Orfeo de Monteverdi. Las trompetas eran naturales, esto es, sin pistones ni agujeros, de modo que el músico entonaba sólo con los labios. Los atabales eran semejantes a los timbales actuales.